# Цыбуленко, Виктор Сергеевич
Ви́ктор Серге́евич Цыбуле́нко (укр. Віктор Сергійович Цибуленко; 13 июля 1930, село Веприк, Фастовский район, Киевская область — 19 октября 2013, Киев) — советский метатель копья, олимпийский чемпион 1960 года. Заслуженный мастер спорта СССР (1957).

## Биография
Олимпийский чемпион (1960) в метании копья. Бронзовый призёр летних Олимпийских игр (1956). Чемпион СССР (1952, 1955—1957, 1959). Стал олимпийским чемпионом, имея порок сердца.
Чемпион мира среди ветеранов 1994 года.
На открытии киевского стадиона СКА 1 мая 1951 г. метнул гранату на 89,39 м — это был рекорд СССР, как оказалось, вечный: за последующие 40 лет существования страны его никто не побил.
Член КПСС с 1968 года.

## Награды
- Орден Трудового Красного Знамени (16.09.1960) — за успешные выступления в XVII летних и VIII зимних Олимпийских играх 1960 года, а также за выдающиеся спортивные достижения[2]
- Орден «Знак Почёта» (27.04.1957) — «за успехи, достигнутые в деле развития массового физкультурного движения в стране, повышения мастерства советских спортсменов, и успешное выступление на международных соревнованиях»
- Орден «За заслуги» II степени (Украина, 2012 год)[3] и III степени (Украина, 2002 год)[4].

## Семья
Был женат, сын Сергей.